# Jake Lloyd

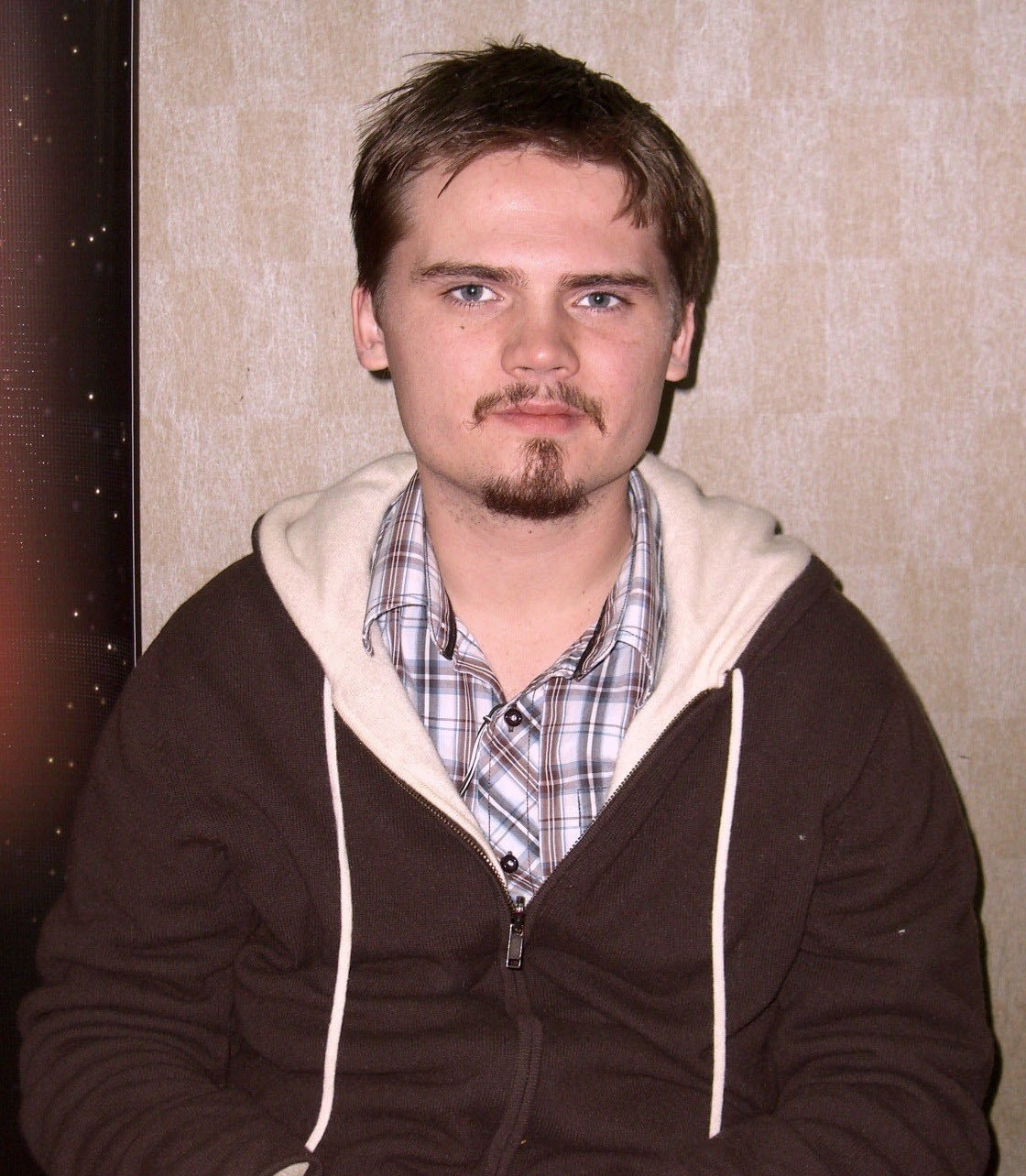
Jake Lloyd (2010)

Jacob Matthew „Jake“ Lloyd (* 5. März 1989 in Fort Collins, Colorado) ist ein ehemaliger US-amerikanischer Schauspieler. Er spielte die Rolle des Anakin Skywalker in  Star Wars: Episode I – Die dunkle Bedrohung.

## Leben
Im Alter von fünf Jahren zog Jake Lloyd mit seiner Familie nach Kalifornien, wo er von einer Talentagentur entdeckt wurde. Es folgten Auftritte in Werbeclips und Rollen in Fernsehserien, sowie in dem Film Unhook the Stars (Ein Licht in meinem Herzen) von Nick Cassavetes. 1996 erhielt er die Rolle des kleinen Jungen im Kinofilm Versprochen ist versprochen. Die Weihnachtskomödie wurde ein Welterfolg. Zudem stand Lloyd für verschiedene Fernsehwerbespots vor der Kamera. In Apollo 11 (1996) spielte er die Rolle des Sohns von Astronaut Neil Armstrong. 1998 bekam er die Rolle des neunjährigen Anakin Skywalker in George Lucas’ Star Wars: Episode I – Die dunkle Bedrohung.

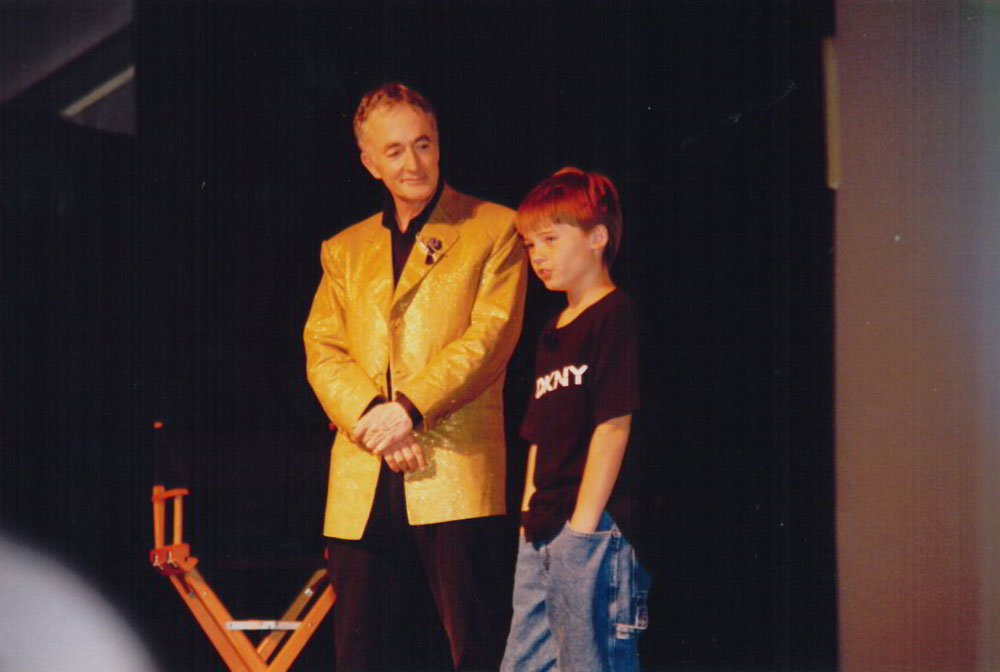
Anthony Daniels und Jake Lloyd bei der Star Wars Celebration

2015 wurde Lloyd wegen rücksichtslosen Fahrens, Fahrens ohne Fahrerlaubnis und Widerstandes bei der Festnahme in Haft genommen, nachdem er sich zuvor mit der Polizei in South Carolina eine Verfolgungsjagd geliefert hatte. 2016 gab Lloyds Mutter bekannt, dass ihr Sohn an Schizophrenie erkrankt sei und sich inzwischen in stationärer psychiatrischer Behandlung befinde.

## Filmografie
- 1996: Emergency Room – Die Notaufnahme (ER, Fernsehserie, 4 Folgen)
- 1996: Apollo 11 – Die erste Mondlandung (Apollo 11, Fernsehfilm)
- 1996: Ein Licht in meinem Herzen (Unhook the Stars)
- 1996: Versprochen ist versprochen (Jingle All the Way)
- 1996, 1998–1999: Pretender (Fernsehserie, 5 Folgen)
- 1999: Star Wars: Episode I – Die dunkle Bedrohung (Star Wars: Episode I – The Phantom Menace)
- 2001: Madison